# Jardim persa
A denominação de jardim persa remete para a tradição e estilo de concepção de jardins que tem origem na Pérsia (actual Irão). Tradicionalmente estes jardins eram “espaços fechados”.
A palavra persa (em avéstico) para definir “espaço fechado” era pairi-daeza que se transmitiu, na mitologia judaico-cristã com o nome de Paraíso, ao Jardim do Éden.
O objectivo destes jardins era o de procurar a tranquilidade tanto espiritual como recreativa (ponto de reunião dos amigos), de modo a ser, essencialmente, um paraíso na terra. O modo em que estes jardins se construiam podia ser muito formal (fazendo prevalecer a estrutura) ou muito informal (centrando-se nas plantas), respeitando, não obstante, algumas regras simples de concepção, como a intenção de maximizar, em termos de função e emoção, tudo aquilo que podia oferecer o jardim.
Estima-se que a origem dos jardins persas data de 4000 a.C.. Nas cerâmicas dessa época descobrem-se os desenhos em cruz, típicos dos jardins persas. O conceito persa de um jardim ideal (parecido a um paraíso), tem a sua melhor representação no Taj Mahal. Foi Babur que introduziu o conceito de jardins persas na Índia, e o jardim Aram Bagh de Agra (actualmente abandonado) foi o primeiro de os numerosos jardins que criou. O Taj Mahal é um dos maiores jardins persas do mundo.

## UNESCO
A UNESCO inscreveu o Jardim Persa como Patrimônio Mundial por "exemplificarem a diversidade de desenhos de jardim persas que envolvem e adaptam diferentes condições climáticas enquanto mantem princípios que vem desde a época de Ciro, o Grande, no Século VI a.C., com construções, pavilhões e muros bem como um sistema sofisticado de irrigação"
Os Jardins inscritos como patrimônio Mundial são nove, espalhados por muitas províncias do Irã.

## Galeria

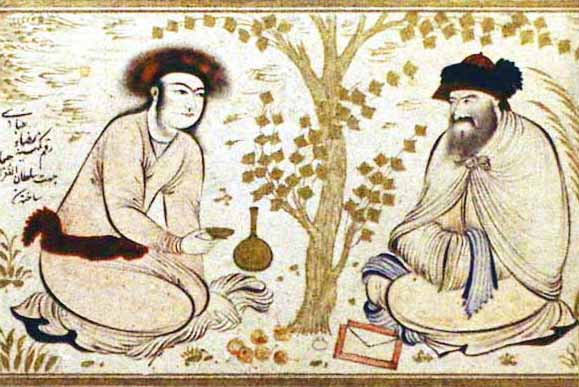
Homens conversando num jardim persa
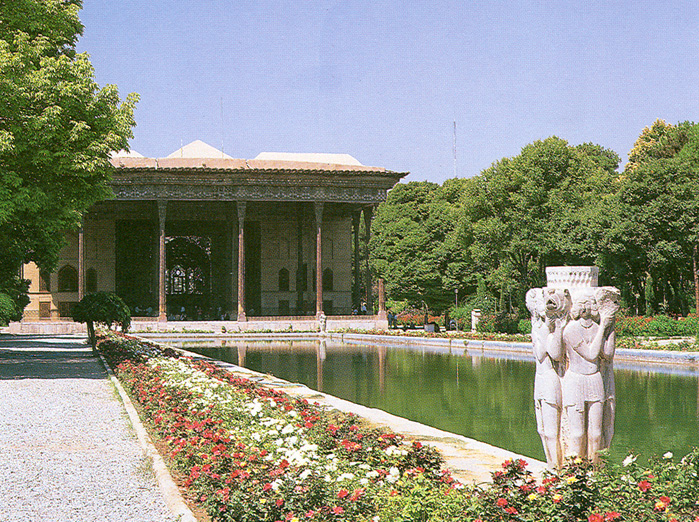
Jardim Chehel Souton
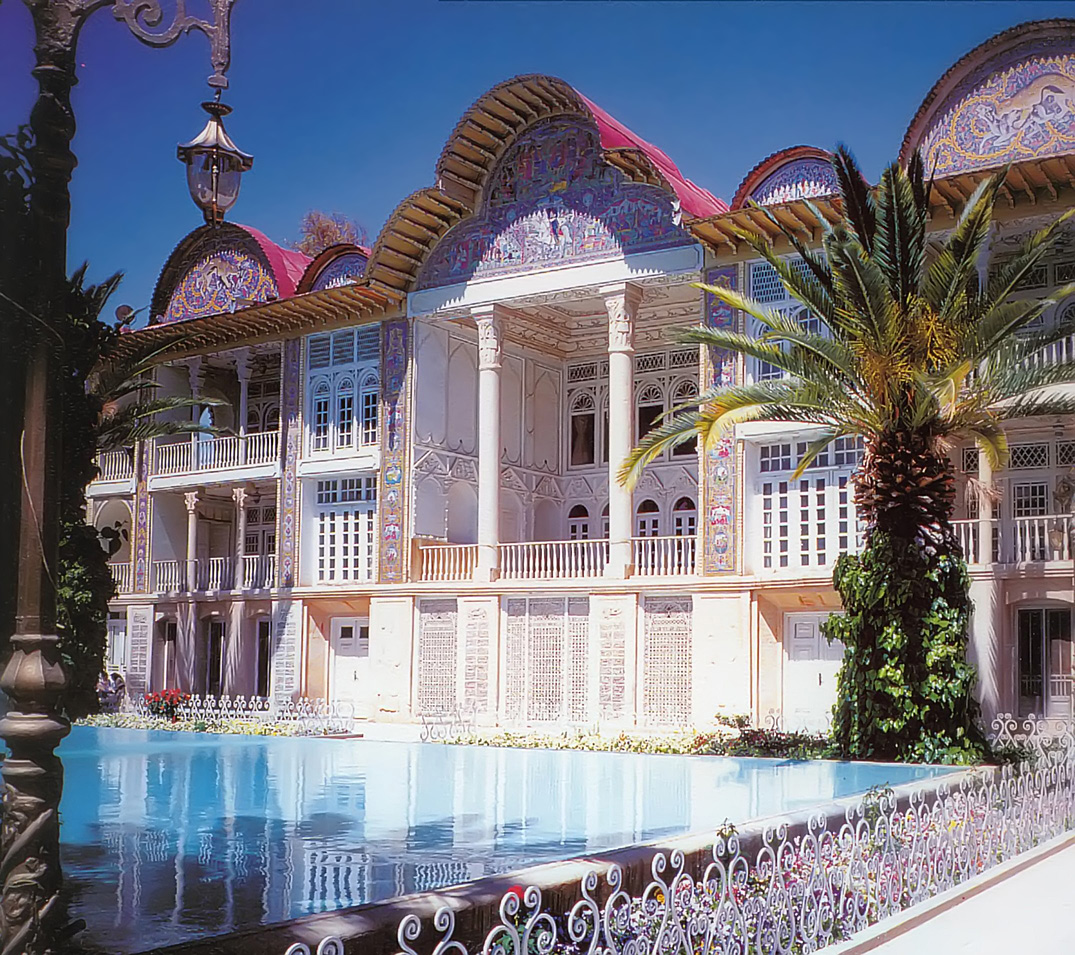
Jardim de Eram
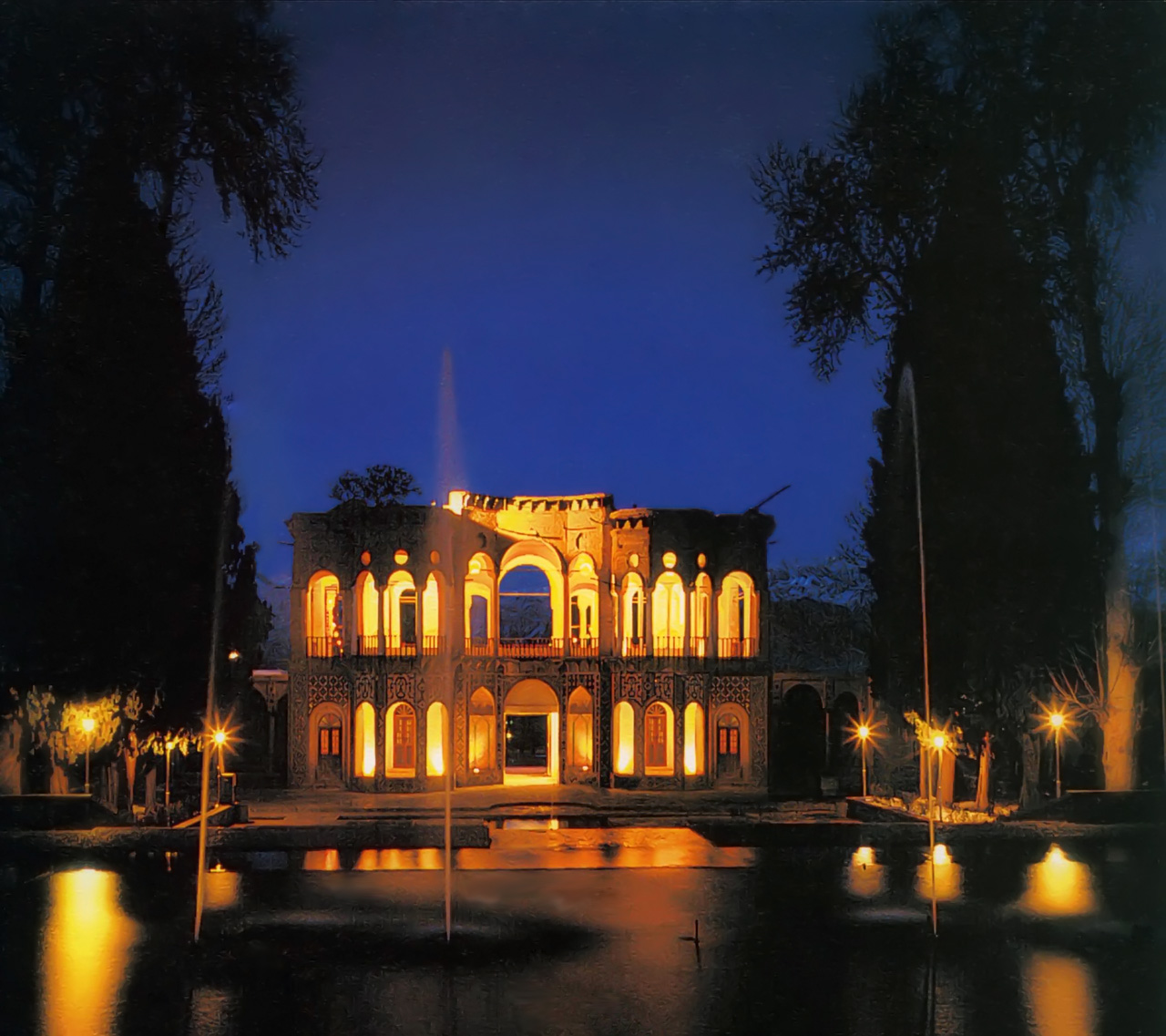
Jardim de Shazdeh
Abbas abad Mazandaran